# Javier Barros Sierra
Javier Barros Sierra (Mexico-Stad, 25 februari 1915 - aldaar, 15 augustus 1971) was een Mexicaans ingenieur en politicus.
Sierra studeerde civiele techniek aan de Nationale Autonome Universiteit van Mexico (UNAM) en was actief in de studentenpolitiek. Jarenlang was hij docent en van 1955 tot 1958 was hij directeur van de Nationale Ingenieursopleinding. In 1959 werd hij door president Adolfo López Mateos benoemd tot minister van publieke werken.
In 1966 werd hij benoemd tot rector van de UNAM. In die functie viel hij op vanwege zijn steun voor de studentendemonstraties in 1968. Hij leidde persoonlijk een protestdemonstratie tegen het dictatoriale ingrijpen van de Mexicaanse regering. Nadat het leger op gewelddadige wijze de universiteitscampus bezette, daarmee de autonomie van de universiteit schendend, stapte hij op 23 september op. Na een massale steunbetuiging van studenten die hem verzochten terug te komen kwam hij op deze beslissing terug. Een week later eindigden de demonstraties na het bloedbad van Tlatelolco, waarbij 250 demonstranten werden doodgeschoten. Barros Sierra veroordeelde het bloedbad.
In de twee jaren die volgden bleef hij aan als rector maar had hij een slechte verstandhouding met de Mexicaanse regering. Hij overleed in 1971.